# Cwitocha (stacja kolejowa)
Cwitocha (ukr. Цвітоха, ros. Цветоха) – stacja kolejowa w miejscowości Cwitocha, w rejonie szepetowskim‎, w obwodzie chmielnickim, na Ukrainie.